# Karl Nitz
Karl Nitz (ur. 16 października 1932, zm. sierpień 2020) – wschodnioniemiecki judoka.
Zdobył cztery medale na mistrzostwach Europy w latach 1961 - 1965.